# Stay (canción de Taeyeon)
«Stay» es una canción de la cantante surcoreana Taeyeon, lanzada como su sencillo debut japonés el 30 de junio de 2018, en formato digital por SM Entertainment Japan, y lanzada en formato físico de manera limitada durante su gira de conciertos titulada Taeyeon -Japan Show Case Tour 2018-. La canción principal, «Stay», es un tema pop rock con letras de Sara Sakurai y composición de Christian Fast, Sebastian Thott y Ellen Berg Tollbom. Por otro lado, su lado B, «I'm The Greatest», también del mismo género, cuenta con letras de Junji Ishiwatari y composición de Joakim Dalqvist.
Desde el punto de vista comercial, «Stay» alcanzó el puesto n.º68 en la lista musical japonesa Japan Hot 100, y ocupó el puesto n.º13 con «Stay» y el n.º18 con «I'm The Greatest» en World Digital Songs de Estados Unidos.

## Antecedentes y composición
En abril de 2018, se anunció el primer showcase de Taeyeon en Japón, que se llevaría a cabo en junio del mismo año e incluiría el lanzamiento de un nuevo sencillo en formato físico para el público asistente, como parte de la celebración de la serie de presentaciones. Posteriormente, se informó que el sencillo también sería lanzado en formato digital el 30 de junio.
La canción principal, «Stay», es un tema pop rock, similar a su sencillo «I» de 2015. Sus letras hacen referencia a una relación en la que se pide la compañía del ser amado.

## Promoción
Taeyeon incluyó el sencillo en el repertorio de su primer showcase en solitario en Japón, titulado Taeyeon - Japan Show Case Tour 2018, que se llevó a cabo del 15 al 29 de junio de 2018. Posteriormente, el sencillo fue incorporado al repertorio de su primera gira japonesa en solitario, llamada Taeyeon Japan Tour 2019 ~Signal~, que tuvo lugar del 13 de abril al 31 de mayo de 2019.

## Lista de canciones
| «Stay» - Descarga digital / sencillo en CD |                    |                  |                                                     |                 |          |  |
| N.º                                        | Título             | Letras           | Música                                              | Arreglo         | Duración |  |
| 1.                                         | «Stay»             | Sara Sakurai     | Christian Fast, Sebastian Thott, Ellen Berg Tollbom | Sebastian Thott | 4:12     |  |
| 2.                                         | «I'm The Greatest» | Junji Ishiwatari | Joakim Dalqvist                                     | Joakim Dalqvist | 3:14     |  |
| 7:26                                       |                    |                  |                                                     |                 |          |  |

## Posicionamiento en listas
| Listas (2018)                                  | Mejor posición |
| ---------------------------------------------- | -------------- |
| Estados Unidos (Billboard World Digital Songs) | 13             |
| Japón (Billboard Japan Hot 100)                | 68             |